# Sten Sture, o Moço

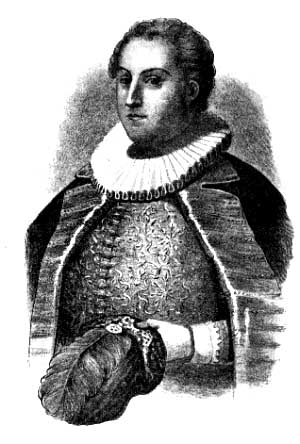
Sten Sture, o Moço

Sten Sture, o Moço (Sten Svantesson Sture, conhecido como Sten Sture den yngre em sueco) foi regente da Suécia (riksföreståndare) no âmbito da União de Kalmar, de 1512 a 5 de fevereiro de 1520.

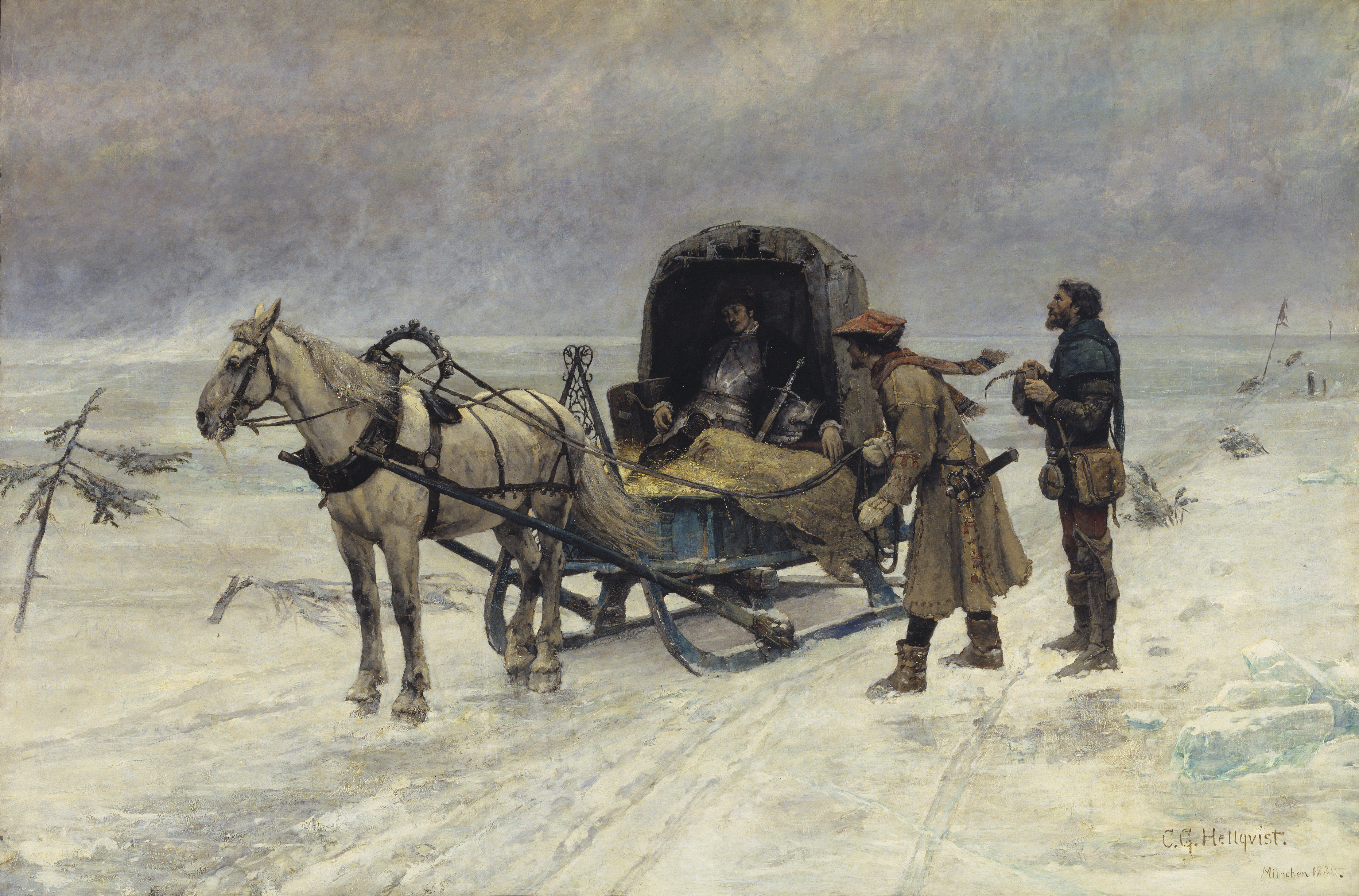
Morte do Vice-rei Sten Sture, o Moço, sobre o Lago Malar

Nasceu em 1492, filho do regente Svante Nilsson, um descendente da família Sture e de Iliana Gädda. Em 1512 foi reconhecido regente da Suécia, apesar da oposição do Conselho Real (riksråd). Com o apoio do povo, dos mineiros e da burguesia, e contra a nobreza, Sten Sture instaurou uma "ditadura popular". Em 1517 depôs o arcebispo Gustav Trolle, e em 1518 derrotou o exército invasor do rei Cristiano II da Dinamarca na batalha de Brännkyrka. Em nova peleja com o rei Cristiano II, Sten Styre foi ferido de morte na batalha de Bogesund em 19 de janeiro de 1520, já na fase final da guerra entre Cristiano II da Dinamarca e a Suécia. Faleceu no lago Mälaren quando estava tentando voltar a Estocolmo. Durante o Banho de Sangue de Estocolmo (1520), o rei Cristiano II mandou levantar e queimar o corpo de Sten Sture.
De seu casamento com Cristina Gyllenstrierna, neta do rei Carlos VIII da Suécia, em 1511, nasceu Svante Stensson Sture, depois elevado a 1º. Conde Sture, Conde de Bogesund. Sua descendente distante e direta, Sibila de Saxe-Coburg-Gota casou-se com o Príncipe da Suécia, e com o filho de Sibila, Rei Carlos XVI Gustavo da Suécia, o sangue de Sten Sture, o Moço, voltou ao trono sueco.